# Senija
Senija is een gemeente in de Spaanse provincie Alicante in de regio Valencia met een oppervlakte van 5 km². Senija telt 577 inwoners (1 januari 2016).

## Demografische ontwikkeling
Bron: INE, 1857-2011: volkstellingen
Agost · Agres · Aigües · Albatera · Alcalalí · Alcocer de Planes · Alcoleja · Alcoy · Alfafara · Algorfa · Algueña · Alicante · Almoradí · Almudaina · Altea · Aspe · Balones · Banyeres de Mariola · Benasau · Beneixama · Benejúzar · Benferri · Beniarbeig · Beniardá · Beniarrés · Benidoleig · Benidorm · Benifallim · Benifato · Benigembla · Benijófar · Benilloba · Benillup · Benimantell · Benimarfull · Benimassot · Benimeli · Benissa · Benitachell · Biar · Bigastro · Bolulla · Busot · Callosa d'en Sarrià · Callosa de Segura · Calp · Campo de Mirra  · Cañada· Castalla · Castell de Castells · Catral · Cocentaina · Confrides · Cox · Crevillent · Daya Nueva · Daya Vieja · Dénia · Dolores · El Campello · El Castell de Guadalest · El Ràfol d'Almúnia · El Verger · Elche · Elda · Els Poblets · Facheca · Famorca · Finestrat · Formentera del Segura · Gaianes · Gata de Gorgos · Gorga · Granja de Rocamora · Guardamar del Segura · Hondón de las Nieves · Hondón de los Frailes · Ibi · Jacarilla · Jávea · Jijona · L'Alfàs del Pi · L'Alqueria d'Asnar · L'Atzúbia · La Nucia · La Romana · La Vall d'Alcalà · La Vall d'Ebo · La Vall de Laguar · Llíber · Lorcha · Los Montesinos · Millena · Monforte del Cid · Monóvar · Murla · Muro de Alcoy · Mutxamel · Novelda · Ondara · Onil · Orba · Orihuela · Orxeta · Parcent · Pedreguer · Pego · Penàguila · Petrer · Pilar de la Horadada · Pinoso · Planes · Polop · Quatretondeta · Rafal · Redován · Relleu · Rojales · Sagra · Salinas · San Fulgencio · San Isidro · San Miguel de Salinas · San Vicente del Raspeig · Sanet y Negrals · Sant Joan d'Alacant · Santa Pola · Sax · Sella · Senija · Tàrbena · Teulada · Tibi · Tollos · Tormos · Torremanzanas · Torrevieja · Vall de Gallinera · Villajoyosa · Villena · Xaló